# Ishpuini
Ishpuini (en armenio: Իշպուինի) fue un rey de Urartu, que reinó en el período (824 a. C.-806 a. C.).
Hijo y sucesor de Sardur I, que había trasladado la capital a la antigua ciudad de Tushpa (Van). Su reinado coincide con un resurgir del sentimiento nacional, expresado en la multiplicación de las inscripciones, en la lengua índígena, que relatan expediciones militares. Gracias a ellas, se sabe que realizó una expedición al norte, siguiendo el curso del río Araxes, y otra al sur del lago Urmía, contra Parsuash.
En otra campaña, conquistó la ciudad de Musasir a los maneos, que, a partir de entonces, se convirtió en el centro religioso del imperio (el principal templo, dedicado al dios de la guerra, Haldi, se encontraba en Musasir). También se sabe que derrotó al rey de Asiria Shamshi-Adad V.